# Iridium(VI)fluoride
Iridium(VI)fluoride is een fluoride van iridium en heeft als brutoformule IrF6. De stof komt voor als een vluchtige gele vaste stof, die goed oplosbaar is in waterstoffluoride (HF).

## Synthese
Iridium(VI)fluoride wordt gesynthetiseerd door zuiver iridium en fluorgas te laten reageren bij 300 °C:
{\displaystyle \mathrm {Ir+3\ F_{2}\longrightarrow \ IrF_{6}} }

## Structuur en eigenschappen
De molecule heeft een octaëdrische structuur en de Ir-F-bindingsafstand bedraagt 183,3 pm. Het een van weinige verbindingen waarbij iridium zich in oxidatietoestand +VI bevindt. Het is dan ook erg reactief en thermisch onstabiel. Om dissociatie te vermijden moet het als gas worden opgeslagen.